# Ari-Pekka Liukkonen
Ari-Pekka Liukkonen (ur. 9 lutego 1989 w Pieksämäki) – fiński pływak, specjalizujący się w stylu dowolnym, klasycznym, grzbietowym i motylkowym, mistrz Europy.
Brązowy medalista mistrzostw Europy na krótkim basenie z Chartres (2012) w sztafecie 4 x 50 m stylem dowolnym.
Uczestnik igrzysk olimpijskich w Londynie (2012) na 50 m stylem dowolnym (25. miejsce).
Pływak ujawnił swoją homoseksualną orientację tuż przed olimpiadą w Sochi.
W 2017 roku zdobył złoty medal podczas Letniej Uniwersjady 2017 w Tajpej na 50 metrów stylem dowolnym.